# السراط (بلنثية)
السراط أو (نقحرة: ) هي مدينة تقع في مقاطعة بالنثية في إسبانيا.